# Георгій Димитров
Георгій Димитров (болг. Георги Димитров Михайлов; 18 червня 1882, с. Ковачевці, нині Перницька область, Болгарія — 2 липня 1949, Барвиха під Москвою) — діяч болгарського та міжнародного комуністичного руху.
Його називали «болгарським Леніним», після смерті в добу соціалізму в Болгарії йому було зведено мавзолей у Софії на кшталт ленінського. Димитрова іменували «вождем» болгарського народу.

## Життєпис
Син ремісника. З 1894 року працював складальником.
З 1901 року — секретар профспілки друкарів (Софія).

### Болгарський революціонер, парламентар і бунтівник
1902 року вступив до лав Болгарської робітничої соціал-демократичної партії (БРСДП), а 1903 року увійшов до її більшовицької частини — «тісних соціалістів».
З 1909 року — член ЦК БРСДП (тісних соціалістів), яка 1919 року була перетворена на Болгарську комуністичну партію (БКП).
У 1909–1923 роках — секретар Загальних зборів робітничої профспілки, організатор страйків.
У 1913—1923 роках — депутат болгарського парламенту.
1921 року брав участь у роботі III конгресу Комінтерну й того ж року був обраний членом Центральної ради Профінтерну.
У вересні 1923 року — один з керівників збройного повстання проти уряду Александра Цанкова в Болгарії. Після провалу спроби захоплення влади втік разом із Василом Коларовим та іншими агентами Комінтерну до Югославії, потім проживав у СРСР. За участь у збройному заколоті був заочно засуджений до смертної кари.

### Агент Комінтерну в Німеччині
Восени 1929 року переїхав до Німеччини. Проживав у Берліні інкогніто. Активно брав участь у діяльності Комінтерну, вів комуністичну пропаганду.
Був заарештований нацистами за звинуваченням у причетності до підпалу Рейхстагу 27 лютого 1933 року, проте на Лейпцизькому процесі (вересень-грудень 1933) був виправданий, оскільки мав алібі. Димитров добре володів німецькою мовою і його виступи на процесі широко застосовувались в антифашистській пропаганді, а самому Димитрову було надано радянське громадянство, й СРСР зажадав його видачі.

### Лідер Комінтерну

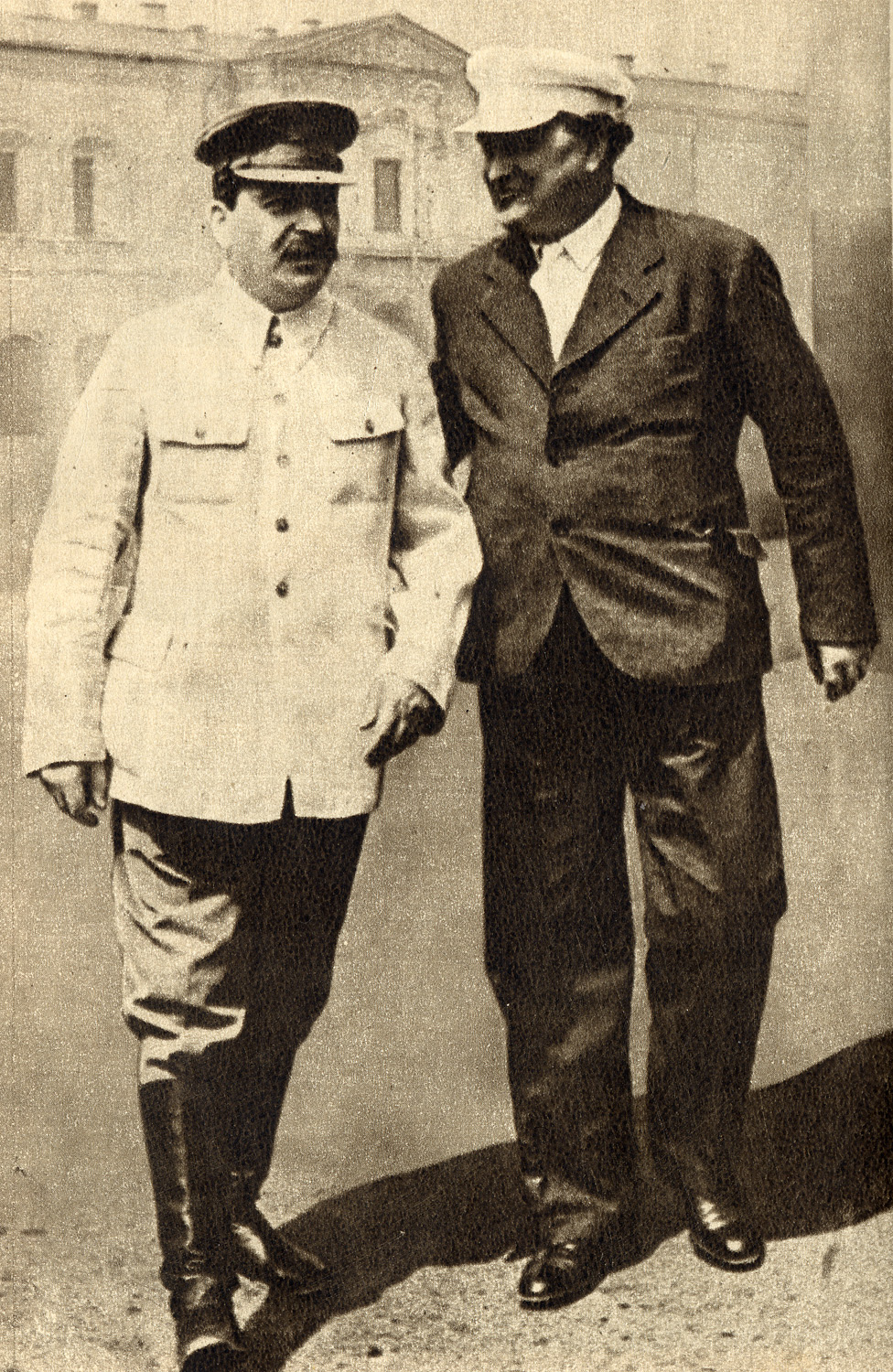
Георгій Димитров та Йосип Сталін у Москві

27 лютого 1934 року Димитров прибув до СРСР. За рік його було обрано генеральним секретарем Виконкому Комінтерну.
Після VII конгресу Комінтерн проголосив курс на широку антифашистську коаліцію. Однак у зв'язку з репресіями 1937–1938 років вплив Комінтерну помітно знизився. Димитров не був репресований, на відміну від більшості керівників компартій Східної Європи.
У 1937-1945 роках — депутат Верховної Ради СРСР. 22 червня 1941 очолив «керівну трійку» ВККІ та очолив всю його поточну діяльність. 1942 року очолив створений під контролем Москви Вітчизняний фронт Болгарії. 15 травня 1943 року Комінтерн був розпущений, і Димитров у червні 1943 року був призначений завідувачем відділом міжнародної (зовнішньої) політики ЦК ВКП (б), який завдяки Димитрову став фактичним спадкоємцем Виконкому Комінтерну.

### Лідер Болгарії
Після того як у Болгарії було встановлено радянський режим, Димитров у листопаді 1945 прибув на батьківщину. З 6 листопада 1946 року — голова Ради міністрів. З грудня 1947 й до смерті — генеральний секретар ЦК БКП.
У добу Димитрова Болгарія почала сильно залежати від СРСР і навіть називалась іноді «Сімнадцятою республікою Радянського Союзу» (з 1940 до 1956 року в складі СРСР було 16 республік, включаючи Карело-Фінську, перетворену в АРСР у складі РРФСР 1956 року).
1948 року разом із Василом Коларовим був підписантом договору про дружбу та співробітництво з Угорською Народною Республікою.

### План створення Болгарсько-Югославської федерації
Димитров активно підтримував ідею створення болгарсько-югославської федерації, що після розриву Сталіна з Тіто викликала невдоволення радянського керівництва. Після засудження ЦК ВКП (б) позиції Тіто Димитров натомість виступив на підтримку югославського лідера.

### Смерть
Незадовго до своєї смерті, у квітні 1949 року, Димитров приїхав до Москви разом із Лаврентієм Берією за наполяганням останнього, який умовив болгарського вождя приїхати на лікування. У Димитрова був цироз печінки, цукровий діабет, хронічний простатит. Вже за два тижні після приїзду, стан здоров'я Димитрова різко погіршився. 2 липня 1949 Георгій Димитров помер у Барвисі під Москвою, де він проходив лікування чотири місяці. Радянські лікарі діагностували серцеву недостатність II ступеня.
Тіло Димитрова було доставлено до Софії вже забальзамованим. Болгарські лікарі не мали доступу до тіла понад п'ять років.
Петер Гілібов, у якого зберігається мозок Димитрова, був співробітником болгарської мавзолейної групи з 1949 до 1990 року й до моменту поховання Георгія Димитрова. Під час перепоховання Гілібову вдалося взяти зразки волосся Димитрова і разом зі своїми колегами провести експертизу решток. Експертиза показала, що болгарського вождя отруїли ртуттю. Проте, версія отруєння так і не стала офіційною.

## Мавзолей
Муміфіковане тіло Георгія Димитрова в саркофазі було поміщено до спеціально побудованого мавзолею. Після падіння комуністичного режиму в Болгарії 1990 року, партія БСП (колишня Болгарська комуністична партія) на прохання родичів (згідно з офіційною версією) ухвалила рішення про перепоховання тіла. Тіло колишнього вождя винесли з мавзолею потай, пізньої ночі. 25 лютого 1992 року Громадська рада Софії ухвалила рішення про знесення мавзолею, як споруди, ідеологічно та архітектурно чужої для центру міста.
У серпні 1999 року будівлю підірвали з п'ятої спроби, уламки вивозилися машинами і розбиралися на сувеніри. Сьогодні про мавзолей в Софії ніщо не нагадує. Там, де він стояв — забетонований майданчик.

## Цікаві факти
У секретній радянській кореспонденції для Георгія Димитрова використовувалося кодове ім'я «Діамант».

## Пам'ять
- На честь Георгія Димитрова названі три міста з однаковою назвою Димитровград: у Болгарії (новозбудоване місто), Сербії (колишній Царіброд) і Росії (колишній Мелекесс). Також ім'я Димитрова носило до 2016 року сучасне місто Мирноград (Донецька область, Україна). Всі три Димитровграда, як і раніше, носять ці назви.
- У Миколаєві, в місцевості Тернівка, куди 1802 року переселились 186 болгарських сімей з Адріанопольського вілаєту, одна з вулиць була названа на честь Георгія Димитрова. 26 лютого 2016 року міський голова Миколаєва Олександр Сєнкевич у зв'язку із законом про декомунізацію в Україні підписав розпорядження про перейменування вулиці Димитрова на вулицю Еміла Димитрова — на честь болгарського естрадного співака та композитора Еміла Димитрова (1940—2005). Його пісня «Моя країна, моя Болгарія» стала піснею ХХ сторіччя та своєрідним гімном, який об'єднує болгар всього світу.[7]

## Праці й доповіді Георгія Димитрова
- Димитров Г. Перед фашистским судом. — М.: Партиздат, 1936. — 192 с.
- Димитров Г. В борьбе за единый фронт против фашизма и войны: Статьи и речи. 1935—1939 гг. — М.: Партиздат, 1937. — 151 с. То же. — М.: Политгиз, 1939. — 239 с.: портр.
- Димитров Г. Лейпцигский процесс. — М.: Госполитиздат, 1939. — 268 с.: ил.
- Димитров Г. Избранные произведения: В 2-х т. Пер. с болгар. / Предисл. В. Червенкова.
  - Т. 1: (1910—1937 гг.). — М.: Госполитиздат, 1957. — 527 с.: портр.
  - Т. 2: (1941—1949 годы). — М.: Госполитиздат, 1957. — 695 с.
- Димитров Г. Избранные произведения: в 2-х т. (1967—1968).
  - Т. 1: (1906—1937 гг.). — София: Изд-во лит. на иностр. яз., 1967. — 814 с.: портр.
  - Т. 2: (1939—1949 гг.). — София: Изд-во лит. на иностр. яз., 1968. — 873 с.: портр.
- Димитров Георгий Михайлович. 1882—1949. — М.: Госполитиздат, 1949. — 96 с.: портр.
- Димитров Г. М. Лейпцигский процесс: Речи, письма и документы / Под ред. и с предисл. Б. Н. Пономарева. — М.: Госполитиздат, 532 с. 1961